# Asociación Deportiva Juventud Escazuceña
Juventud Escazuceña fue un equipo de fútbol de Costa Rica que jugó en la Segunda División de Costa Rica, segunda categoría de fútbol en el país, para la Temporada 2021-2022 cedió su franquicia debido a problemas económicos al San José FC.

## Historia
Fue fundado en el año 1973, pero fue refundado el 31 de julio de 2011 en el cantón de Escazú, en la provincia de San José, y durante sus primeros años formó parte como AD Estudiantes de Escazú de la Tercera y Segunda División de ANAFA (LINAFA), en donde no pudo obtener logros importantes.
Fue hasta el año 2011 que llegaron a la Segunda División de Costa Rica luego de adquirir la franquicia de San Carlos Zona Norte, con lo que se convirtieron en el representante oficial de fútbol en el cantón de Escazú luego de que Brujas FC dejara el cantón para jugar en el cantón de Desamparados.
A finalizar la temporada 2020-2021 el club atravesó por una crisis económica por a la Pandemia de Covid-19 y debido a esto pusieron la franquicia en venta siendo esta adquirida por el San José FC poniendo fin a sus 48 años de historia

## Venta de Franquicia
Para la Temporada 2021-2022, debido a la pandemia del COVID-19 que hizo que muchos patrocinadores retirarán su apoyo y debido al poco apoyo del cantón de Escazú, decidieron ceder su franquicia a otro equipo y pasará a llamarse ahora San José F.C. aunque seguirán utilizando el reducto del Nicolás Masís para sus juegos de local.

## Palmarés
Subcampeón Clausura 2020